# Prosiek
Prosiek (ungarisch Prószék – bis 1888 Proszék) ist eine Gemeinde im Norden der Slowakei mit 244 Einwohnern (Stand 31. Dezember 2024), die zum Okres Liptovský Mikuláš, einem Teil des Žilinský kraj, gehört und zur traditionellen Landschaft Liptau gezählt wird.

## Geographie

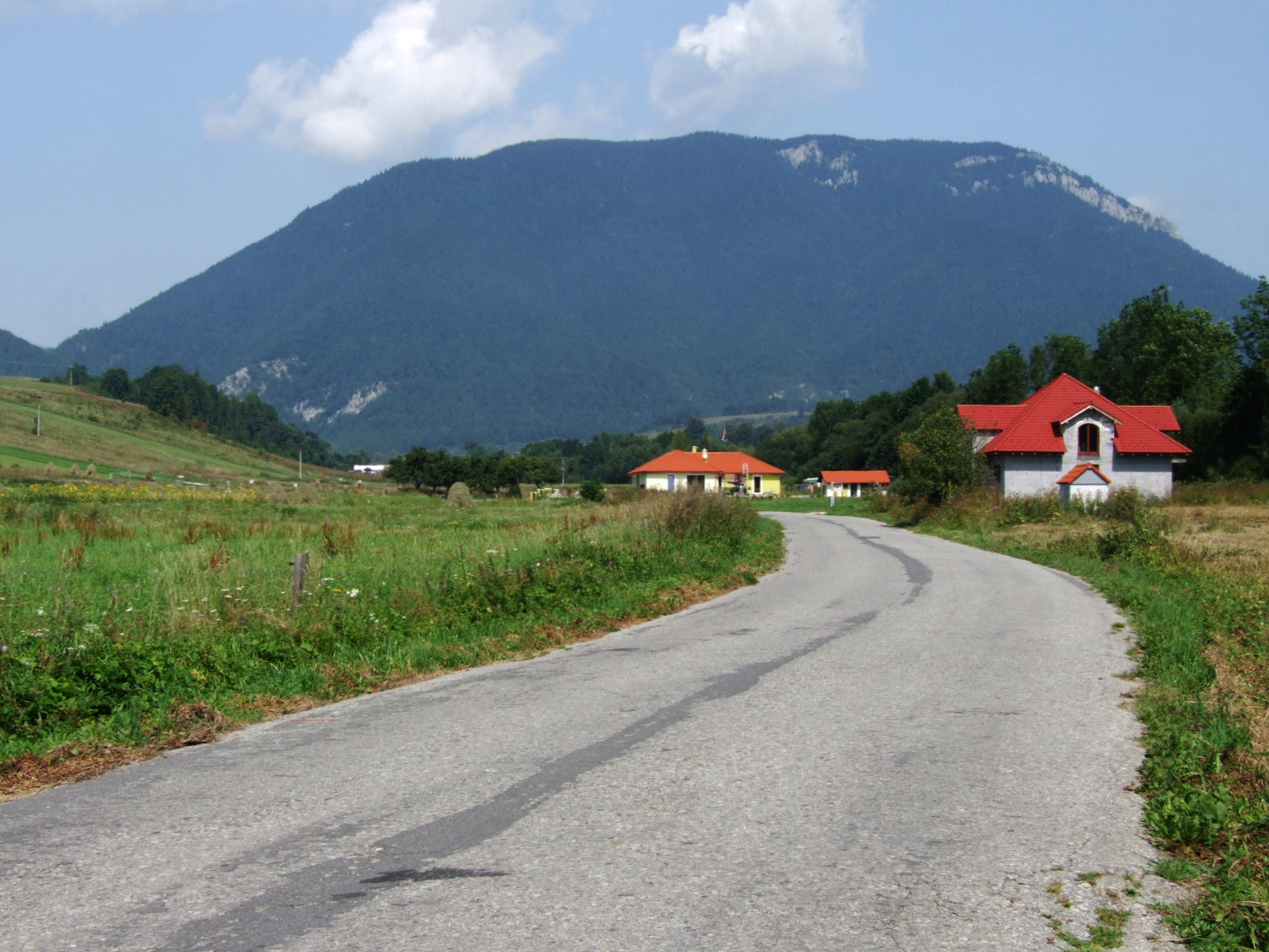
Blick auf den Berg Prosečné im Chočgebirge, mit Ortseingang im Vordergrund

Die Gemeinde befindet sich im Mittelteil des Talkessels Liptovská kotlina (Teil der größeren Podtatranská kotlina) am Übergang in das nördlich gelegene Chočgebirge im Tal der Prosiečanka, die aus dem Durchbruchstal Prosiecka dolina im Chočgebirge fließt. Der Nordteil des Gemeindegebiets liegt in der Unter-Tatra-Furche (slowakisch Podtatranská brázda) zwischen dem Chočgebirge und den Skorušinské vrchy. Das Ortszentrum liegt auf einer Höhe von 608 m n.m. und ist 14 Kilometer von Liptovský Mikuláš entfernt.
Zur Gemeinde gehört auch der Ort Zádiel (erste Erwähnung 1735 als Zadiel), der gegen Mitte des 19. Jahrhunderts eingemeindet wurde.
Nachbargemeinden sind Chlebnice und Veľké Borové im Norden, Kvačany im Nordosten, Liptovská Sielnica im Osten und Süden, Ižipovce im Westen und Liptovská Anna und Malatiná im Nordwesten.

## Geschichte

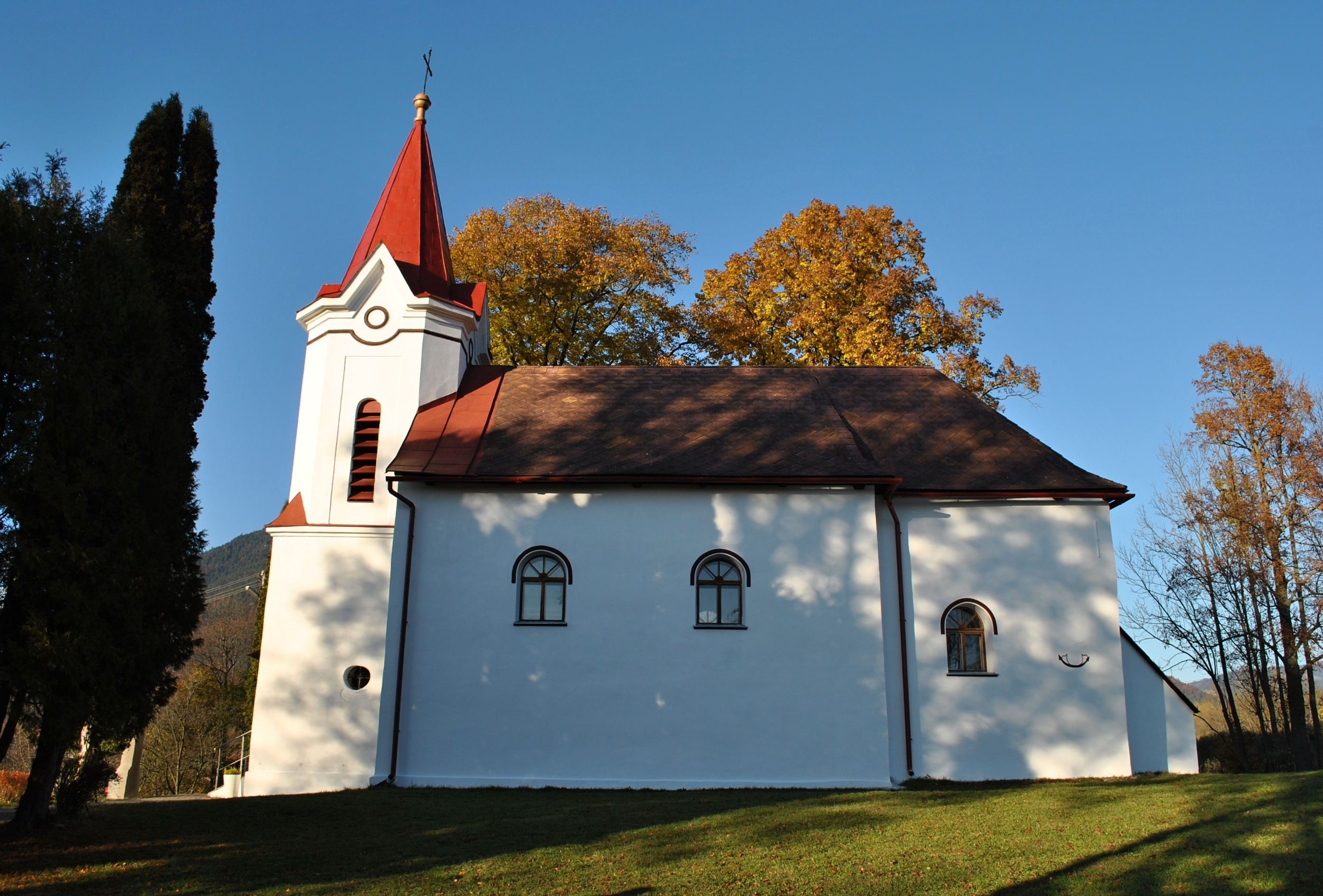
Elisabethkirche in Prosiek

Nördlich des Ortes, am Fuße des Bergs Hrádok im Chočgebirge, stand eine Siedlung in der Hallstatt- und Latènezeit.
Prosiek wurde indirekt 1287, direkt erst 1352 als Prezeky schriftlich erwähnt. 1391 war das Dorf Besitz der Familien Jób und Kubínyi. 1784 hatte der Teil der Familie Jób 20 Häuser und 171 Einwohner und der Familie Kubínyi 23 Häuser und 194 Einwohner, 1828 zählte man 58 Häuser und 536 Einwohner, die als Landwirte beschäftigt waren.
Bis 1918 gehörte der im Komitat Liptau liegende Ort zum Königreich Ungarn und kam danach zur Tschechoslowakei und schließlich zur Slowakei. Auch in der ersten tschechoslowakischen Republik blieb Landwirtschaft die Haupteinnahmequelle der Bevölkerung.

## Bevölkerung
| Jahr                | 1994 | 2004    | 2014    | 2024     |
| ------------------- | ---- | ------- | ------- | -------- |
| Anzahl der Personen | 205  | 192     | 194     | 244      |
| Unterschied         |      | −6,34 % | +1,04 % | +25,77 % |

| Jahr                | 2023 | 2024    |
| ------------------- | ---- | ------- |
| Anzahl der Personen | 238  | 244     |
| Unterschied         |      | +2,52 % |

Nach der Volkszählung 2011 wohnten in Prosiek 197 Einwohner, davon 189 Slowaken und ein Tscheche. Sieben Einwohner machten keine Angabe zur Ethnie.
105 Einwohner bekannten sich zur römisch-katholischen Kirche, 61 Einwohner zur Evangelischen Kirche A. B., sieben Einwohner zur griechisch-katholischen Kirche und ein Einwohner zur tschechoslowakischen hussitischen Kirche. 14 Einwohner waren konfessionslos und bei neun Einwohnern wurde die Konfession nicht ermittelt.

## Bauwerke und Denkmäler
- römisch-katholische Elisabethkirche, ursprünglich eine gotische Kapelle aus dem 14. Jahrhundert, im Renaissancestil neu gestaltet und 1827 zur Kirche ausgebaut